# Hydrolagus africanus
The African chimaera (Hydrolagus africanus) là một loài cá thuộc họ Chimaeridae. Nó được tìm thấy ở Kenya, Mozambique, Namibia, and Nam Phi. Môi trường sống tự nhiên của chúng là open seas. Nó bị đe dọa do mất môi trường sống.